# Scott Kelly
Scott Michael Kelly (Evanston, 16 luglio 1967) è un cantante e chitarrista statunitense, voce, chitarra e membro fondatore, insieme a Steve Von Till ed al bassista Dave Edwardson della band californiana dei Neurosis.

## Biografia
Oltre all'attività con i Neurosis, nel 2001 ha realizzato Spirit Bound Flesh, disco solista autoprodotto. Nel 2004 invece, insieme al tastierista Noah Landis (Neurosis), al chitarrista Josh Graham (Battle of Mice, Red Sparowes) e al batterista Anthony Nelson, pubblica At the Foot of the Garden, primo disco del progetto Blood & Time.
Come il compagno Von Till, oltre alla chitarra, è solito suonare anche le percussioni in alcune canzoni. Nel 2022, dopo aver ammesso di aver perpetrato abusi contro la moglie ed i figli, decide di sospendere definitivamente la sua carriera da musicista

## Discografia

### Solista
- 2001 - Spirit Bound Flesh
- 2008 - The Wake
- 2012 - The Forgiven Ghost In Me

### Con i Blood & Time
- 2004 - At the Foot of the Garden

### Con i Neurosis

#### Full Length
- 1987 - Pain of Mind
- 1990 - The Word as Law
- 1992 - Souls at Zero
- 1993 - Enemy of the Sun
- 1996 - Through Silver in Blood
- 1999 - Times of Grace
- 2001 - A Sun That Never Sets
- 2003 - Neurosis & Jarboe
- 2004 - The Eye of Every Storm
- 2007 - Given to the Rising
- 2012 - Honor Found in Decay
- 2016 - Fires Within Fires

#### EP
- 1989 - Aberration
- 1996 - Locust Star
- 2000 - Sovereign

#### Live
- 2002 - Live In Lyon
- 2003 - Live in Stockholm

#### DVD/Video
- 2002 - A Sun That Never Sets

### Con i Mirrors For Psychic Warfare
- 2016 - Mirrors For Psychic Warfare

### Con i Absent in Body
- 2022 - Plague God